# Sindicato Labrego Galego - Comisións Labregas
El Sindicato Labrego Galego - Comisións Labregas (SLG - CC.LL.) és un sindicat gallec d'agricultors i ramaders. Proper al nacionalisme gallec, la seva seu central està en Santiago de Compostel·la.
El seu origen està en els Comités de Axuda á Loita Labrega creats en 1971 per iniciativa de la Unión do Povo Galego que van donar origen a les Comisións Labregas que a partir de 1973 cobrarà protagonisme en la lluita contra els embassaments però que no va ser legalitzada fins a 1977.
El Sindicato Labrego Galego–Comisións Labregas es defineix com un projecte encaminat cap a una agricultura camperola, sostenible i en un món solidari.
A nivell internacional forma part de Via Campesina (moviment mundial d'agricultors) i de la Coordinadora Europea - Via Campesina (CE-VC). D'altra banda, a nivell estatal el SLG – CC.LL., després de mantenir diversos anys un conveni de col·laboració, va passar a ser membre de ple dret de la Coordinadora d'Organitzacions d'Agricultors i Ramaders (COAG) després de decidir-ho l'afiliació del SLG al seu VIII Congrés.

## Secretàries generals
Després d'ocupar la secretaria general del Sindicato Labrego Galego Bernardo Fernández Requeixo i Emilio López Pérez, serien dones les responsables de dirigir aquesta organització agrària, cosa molt poc comú a Europa: Lidia Senra Rodríguez (1989-2007), Carme Freire Cruces (2007-2012) i Isabel Vilalba Seivane (des del 14 de juny de 2012).